# Roda d'Isàvena
Roda d'Isàvena (en castellà, Roda de Isábena), o Roda de Ribagorça, és un poble del municipi d'Isàvena a la Baixa Ribagorça de l'Aragó. Està situat a 907 d'altitud en un turó a la dreta del riu Isàvena. Dista 110 km de la ciutat d'Osca. El 1991 tenia 52 habitants; pel 2005 se'n calculen uns 36. Pertany a la comarca de la Ribagorça.

## Història
Durant segles va ser-ne capital política i religiosa. El comte Ramon I de Pallars i de Ribagorça, vers el 884, va organitzar el territori de la Ribagorça des d'aquest poble.
Roda d'Isàvena constituïa un municipi que el 1964 es fusionà amb la Pobla de Roda per formar Isàvena amb capitalitat a la Pobla de Roda (Decret 4003/64 de 3 de desembre). Fins al 1916 Roda d'Isàvena s'anomenava Roda (Reial Decret 27-6-1.916).

## Catedral
A l'antic comtat de Ribagorça, un dels originaris en la formació de la Corona d'Aragó, s'hi aixecà la catedral romànica de Roda d'Isàvena (segles XI-XII). Crida l'atenció que un nucli tan petit pugui albergar una seu episcopal de tanta importància en la seva època i de tant d'interès artístic i històric en l'actualitat. Només tenint en compte el context històric del segle X, en què es formaven nuclis de resistència a l'Islam a la zona pirenenca, podem entendre el perquè de la catedral.

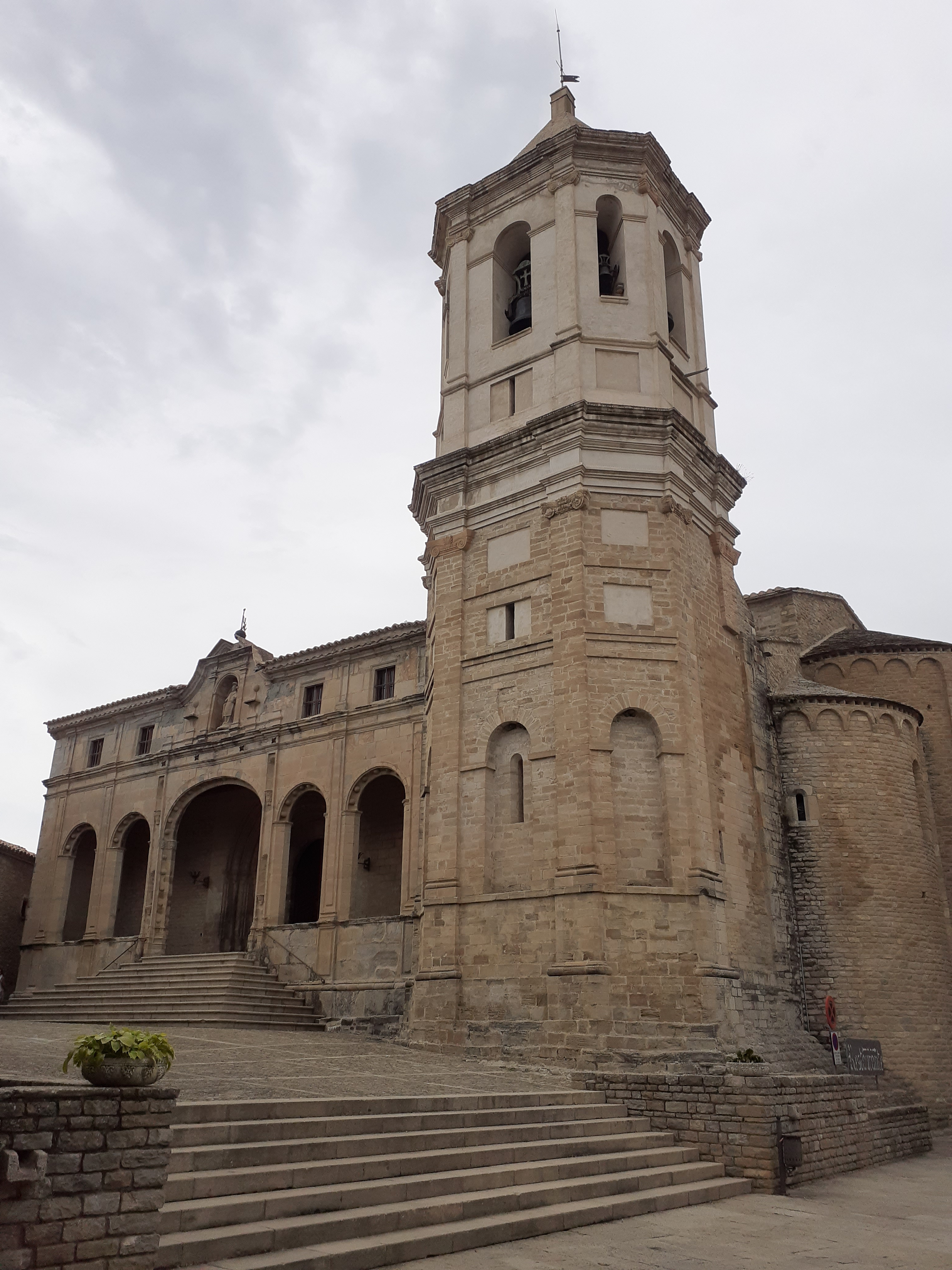
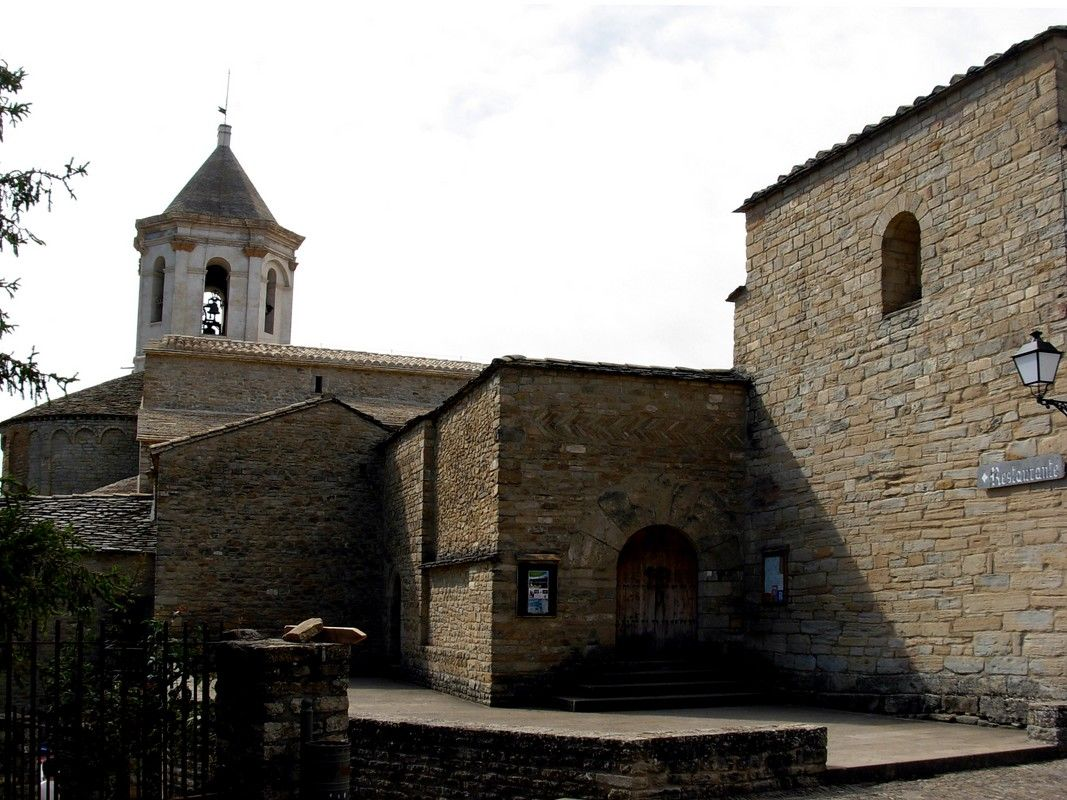
Catedral de Roda d'Isàvena
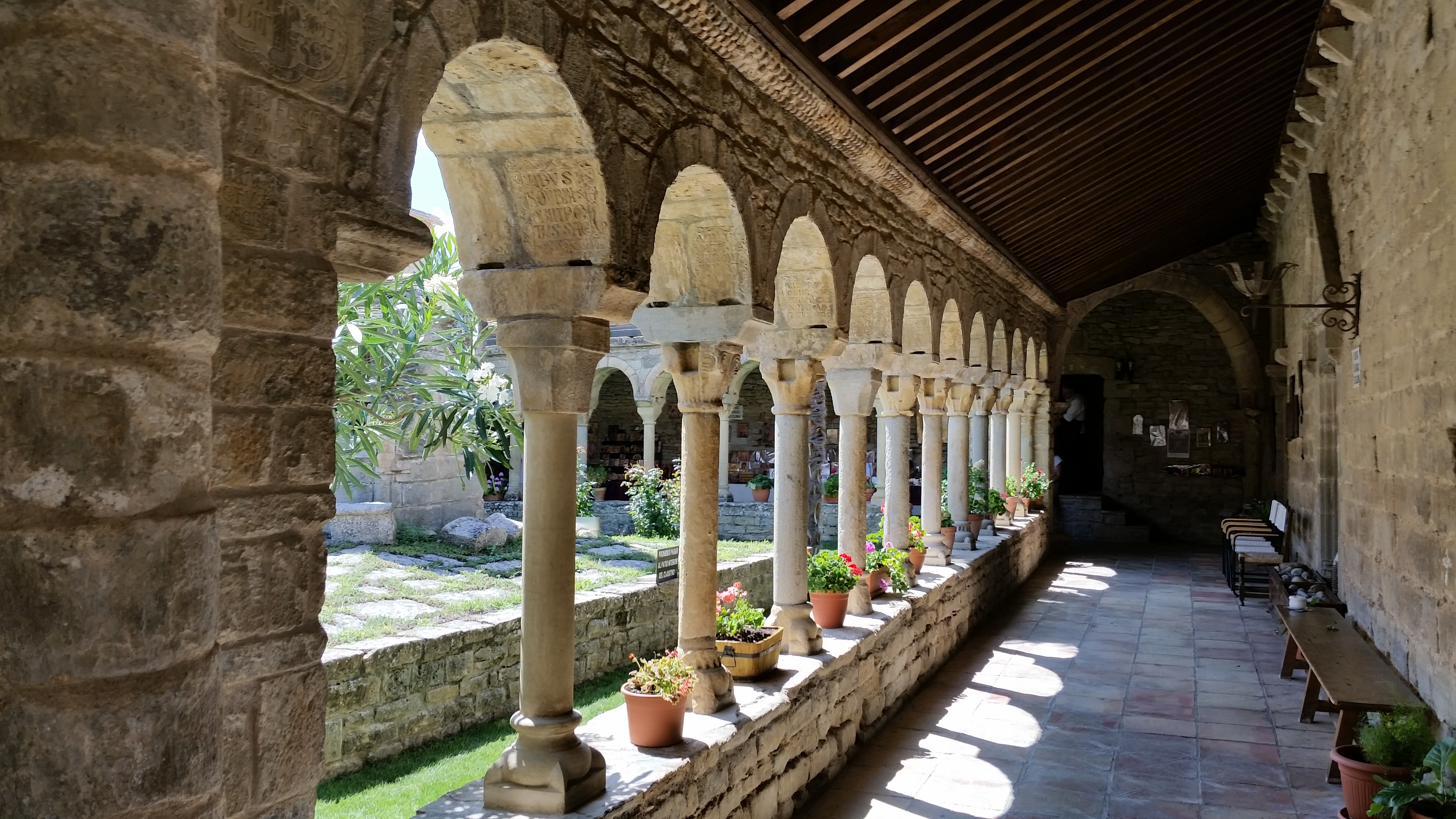
claustre, Catedral, Roda d'Isàvena
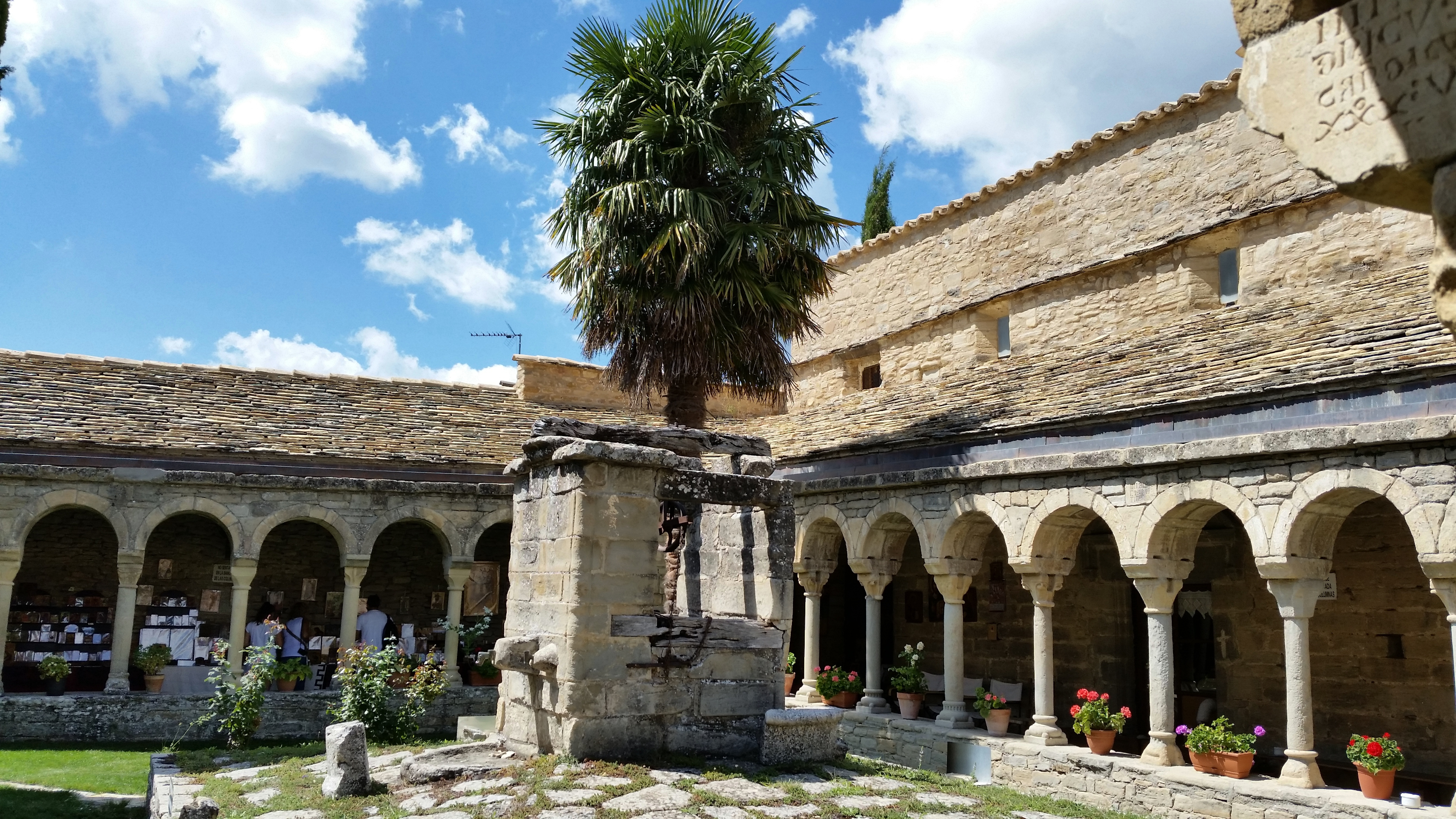
claustre, Catedral, Roda d'Isàvena

## Conjunt Monumental[3]
Conjunt urbà d'interès:
- Catedral.
- La Plaça Major.
- Ermita d'Estet.
- Ermita del Pilar.
- Ermita de Sant Salvador.
- Ermita de Sant Mames (veure galeria imatges) * Palau Abacial, s.XVI.
- Castell de la Llecina.
- Pont.
- Molí.
- El Portal, antiga entrada a Roda.
- Torre Grossa.
- Passeig dels Canonges.
- Creu de Santa Catalina (A-1605)
- Pilar de Sant Antoni.

## Imatges de Roda

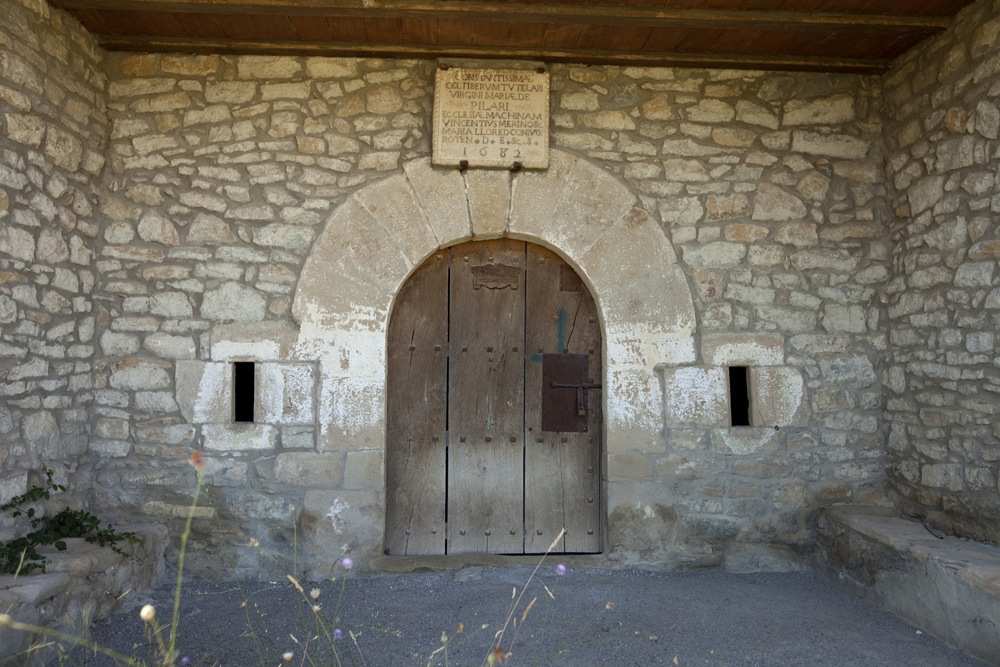
Ermita de Sant Salvador(Baixa Ribagorça)
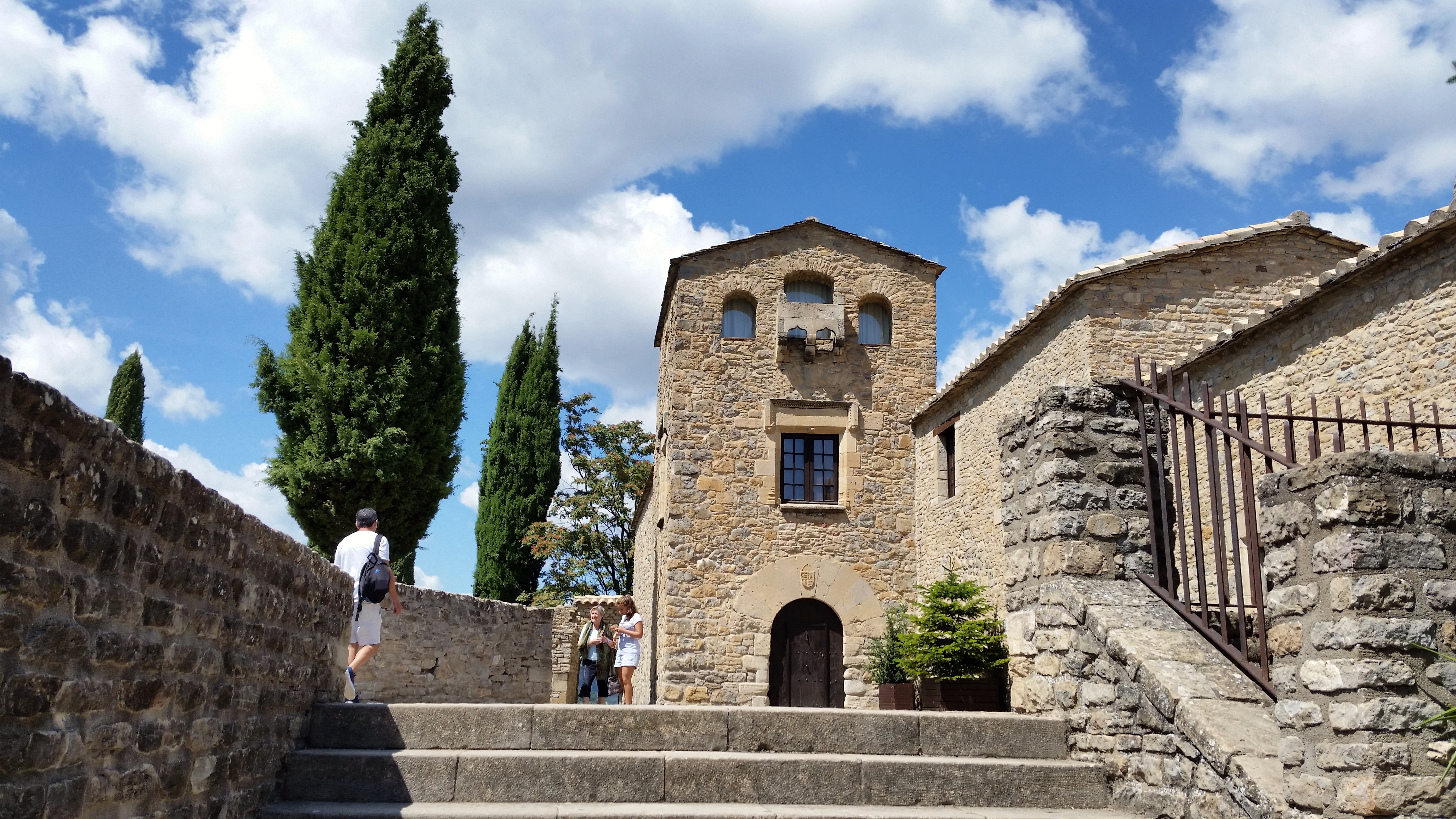
Palau Roda d'Isàvena
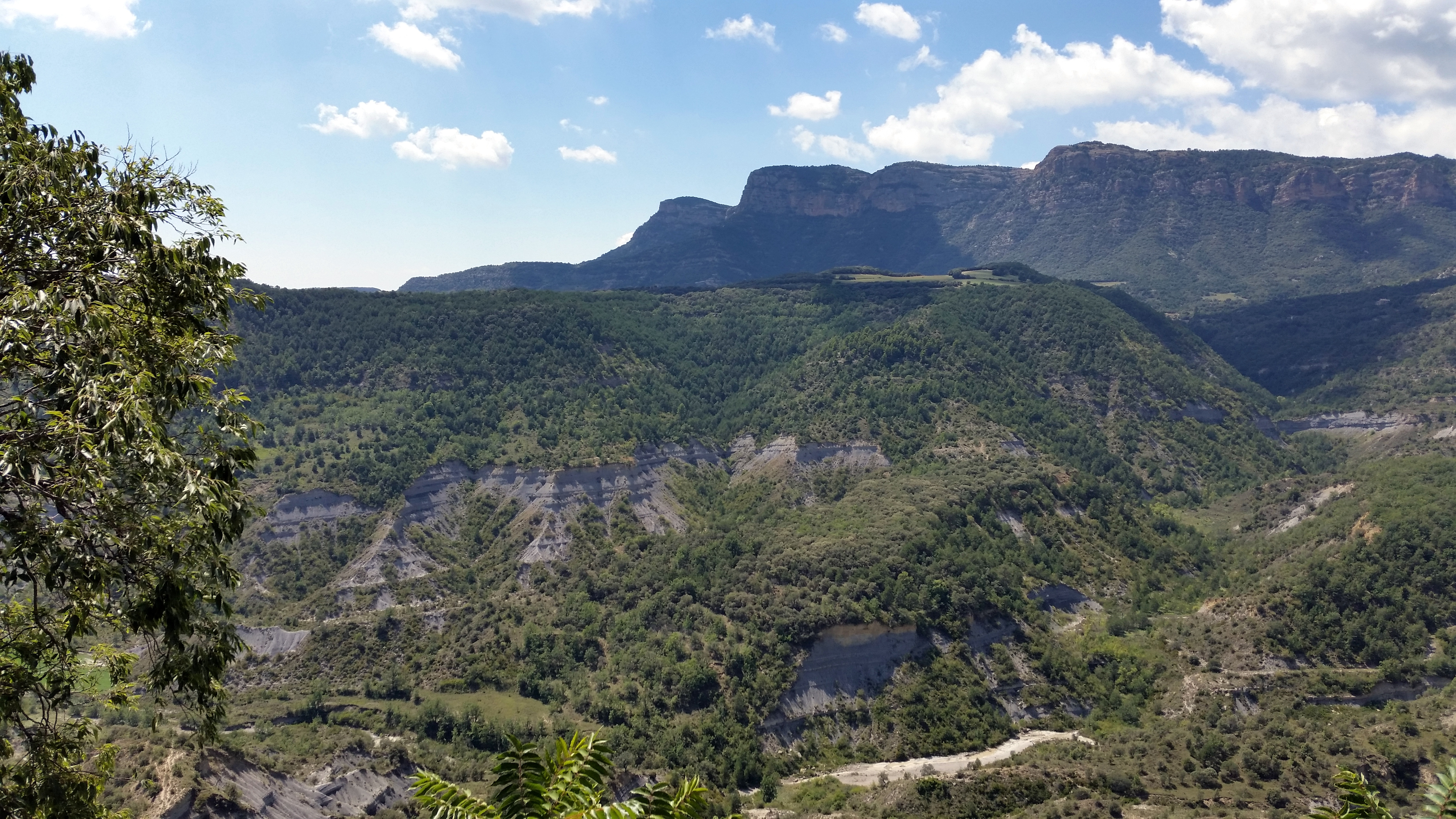
Morrons de Güel des de Roda d'Isàvena
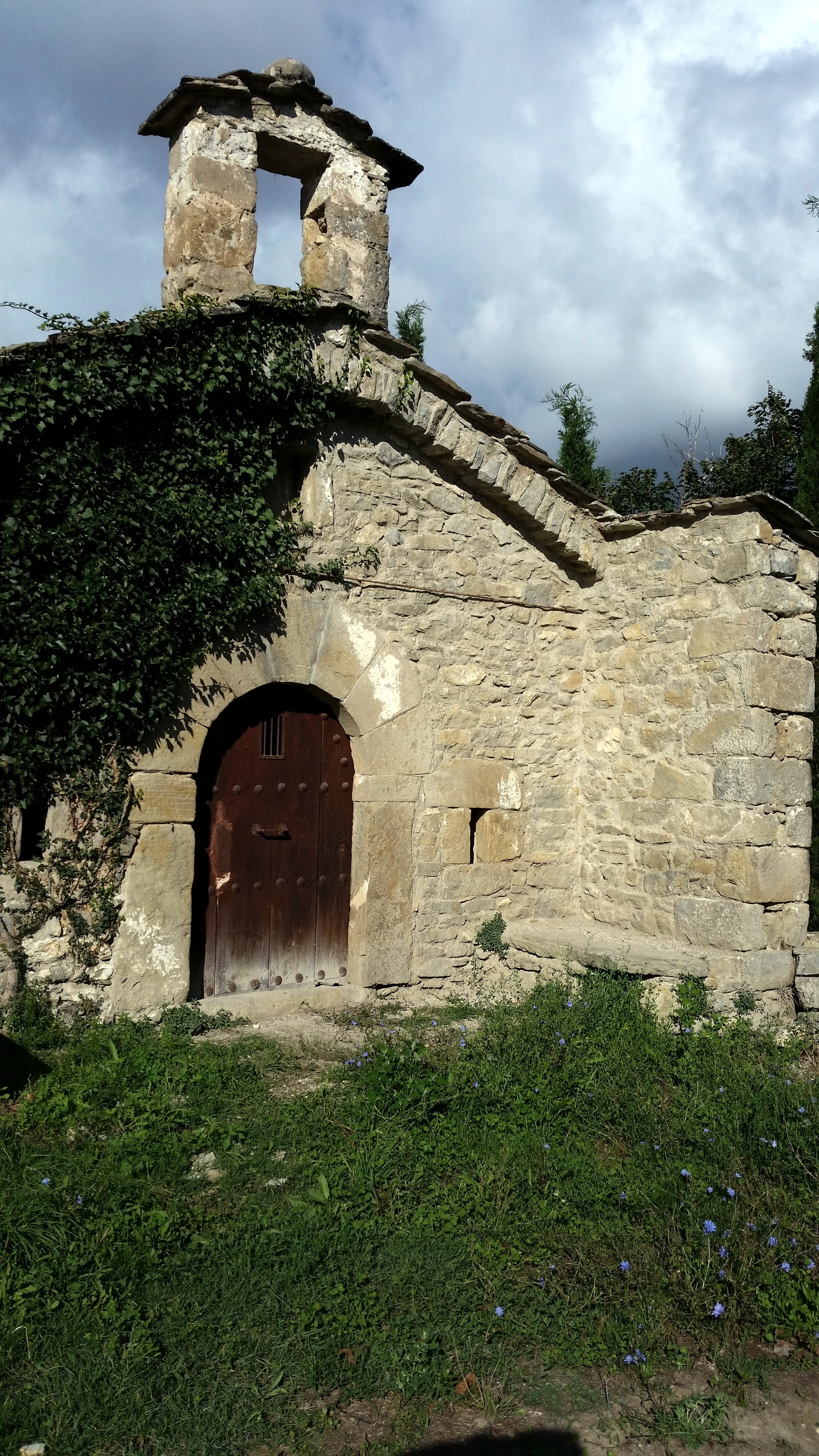
Ermita Sant Mamés
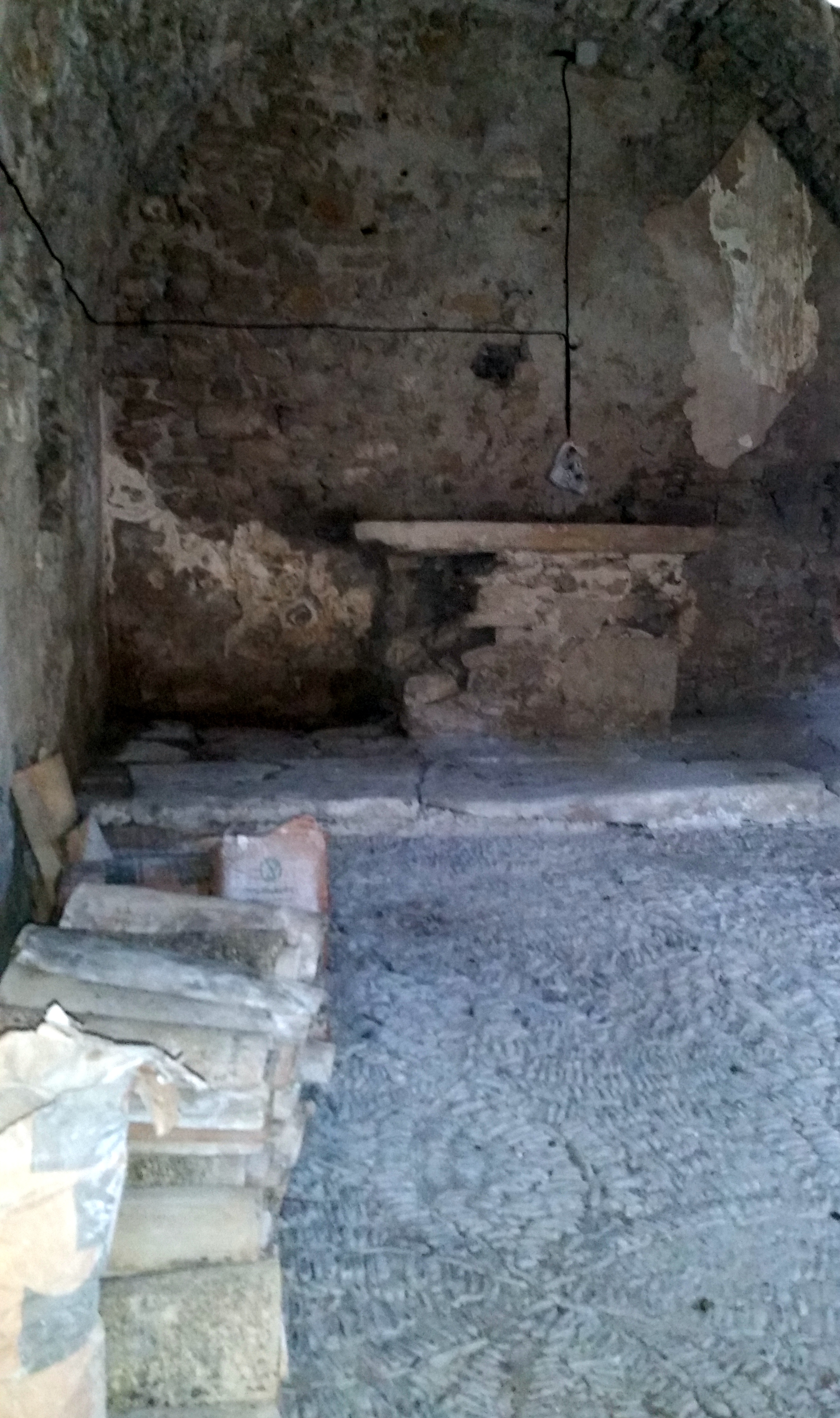
interior Ermita Sant Mamés